# Ascogaster tricolor
Ascogaster tricolor är en stekelart som beskrevs av Szepligeti 1905. Ascogaster tricolor ingår i släktet Ascogaster och familjen bracksteklar. Inga underarter finns listade.